# William Lyttle
William Lyttle (* 1931 in Nordirland; † 7. Juni 2010 in London), genannt Mole Man of Hackney (Maulwurfsmann von Hackney) war ein britischer Exzentriker.

## Leben

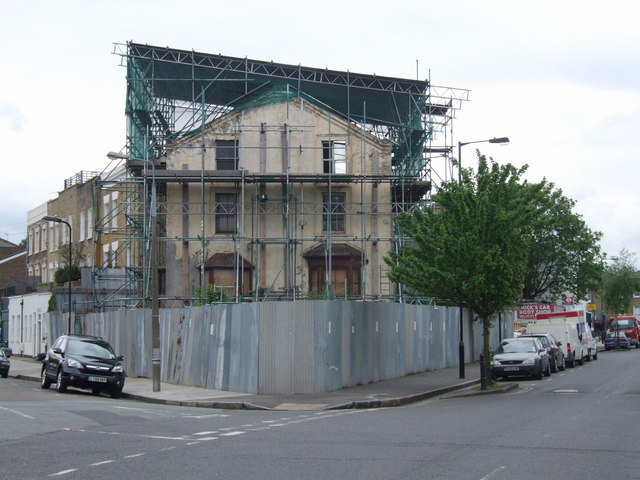
William Lyttles Haus, 2009

Der selbständige Bauingenieur erbte zu Beginn der 1960er Jahre von seinen Eltern das Haus Mortimer Road 121 im Londoner Stadtteil Hackney, ein vierstöckiges viktorianisches Wohngebäude mit zwanzig Zimmern. Mitte der 1960er Jahre begann er mit dem Graben von Tunneln unter seinem Haus. Über einen Zeitraum von vier Jahrzehnten hob er allein mit Schaufeln Tunnel und Höhlen aus, die sich von seinem Grundstück aus bis zu 20 Metern nach allen Seiten erstreckten und in Tiefen bis zu 8 Metern unter den umliegenden Straßen, Gärten und Häusern verliefen.
Während das Haus selbst zunehmend verfiel, setzte Lyttle seine Tunnelgrabungen unentwegt fort. Seine Tätigkeit blieb den Nachbarn nicht verborgen, doch wenn er nach seinen Erdarbeiten befragt wurde, gab er stets nur scherzhaft absurde Antworten; seine wirklichen Beweggründe hat er nie offenbart.
Beschwerden der Anwohner bei der Stadtteilverwaltung blieben lange Zeit erfolglos, selbst nachdem Lyttle bei seinen Arbeiten ein Stromkabel beschädigte und einen Stromausfall auf einer Straßenseite herbeiführte. Auch als vor seinem Haus 2001 der Bürgersteig absackte und das 2,4 Meter große Loch einen Blick in einen seiner Tunnel gestattete, schritten die Behörden noch nicht ein. Erst als 2006 der bauliche Zustand des Hauses zu Sicherheitsbedenken führte, wurden auch Ultraschalluntersuchungen des umgebenden Geländes vorgenommen, bei denen das Ausmaß der Untertunnelung erstmals offenbar wurde. Im August 2006 wurde ihm durch Gerichtsbeschluss das weitere Graben untersagt. Da das Haus mittlerweile als unbewohnbar eingestuft wurde, und um Lyttle effektiv an der Fortführung seiner Erdarbeiten zu hindern, quartierte ihn die Stadtteilverwaltung erst für drei Jahre in einem Hotel, dann im Juni 2009 in einer gemeindeeigenen Wohnung ein, vorsichtshalber im Obergeschoss. Die Tunnel unter seinem Haus mussten mit 100 Kubikmetern Leichtbeton aufgefüllt werden, um einem drohenden Einsturz vorzubeugen.
Die Auffüllung der Hohlräume, die notdürftige Sicherung des Gebäudes, die Unterbringung im Hotel und die Räumung des Grundstücks von 33 Tonnen scheinbar wahllos zusammengetragener Objekte – unter anderem fand man die Wracks von vier Renault 4, ein Boot, Dutzende von Fernsehgeräten sowie Kühlschränke und Badewannen – verursachten Kosten von 293.000 Pfund Sterling, für die Lyttle entsprechend einem Beschluss des High Courts von 2008 aufkommen sollte. Er verstarb jedoch, ehe die Forderung vollstreckt werden konnte. Als seine Leiche aufgefunden wurde, stellte sich heraus, dass er einen Durchgang in die Wand zwischen Wohnzimmer und Küche gebrochen hatte.
Erst nach langer Suche gelang es, lebende Verwandte von William Lyttle ausfindig zu machen. Da die Angehörigen als nicht haftbar gelten und die offenen Forderungen nur aus dem Nachlass beglichen werden dürfen, versuchte man, Haus und Grundstück zu verkaufen. Bis zum Sommer 2012 hatte sich noch kein Käufer gefunden; ein Abriss des Gebäudes wurde gerichtlich untersagt, weil die Straßenzüge unter Ensembleschutz stehen.
Die Künstlerin Sue Webster erwarb das Haus und nutzt es nach einem Umbau durch den Architekten David Adjaye als Wohn- und Arbeitsbereich.